# The European Conservative
The European Conservative је конзервативни лист на енглеском језику регистрован у Будимпешти, са уредничком канцеларијом у Бечу и обавештајном канцеларијом у Бриселу. Усредсређује се на филозофију, политику, културу и уметност. Објављује чланке, есеје, интервјуе и критике о различитим врстама конзервативне, традиционалистичке, реакционарне и десничарске мисли у Европи и широм света.
The European Conservative излази као тромесечни штампани часопис и веб-сајт. Крајем 2021. веб-сајт је почео да објављује дневне вести и анализу вести. Почетком 2023. такође је почео да објављује недељни е-билтен из своје канцеларије у Бриселу.